# ميتشيكو هيراياما
ميتشيكو هيراياما (باليابانية: 平山美智子؛ بالكانا: ひらやま みちこ) هي منشدة يابانية، ولدت في 14 يوليو 1923 في طوكيو في اليابان، وتوفيت في 1 أبريل 2018 في روما في إيطاليا.

## وصلات خارجية
- ميتشيكو هيراياما على موقع ميوزك برينز (الإنجليزية)
- ميتشيكو هيراياما على موقع أول ميوزيك (الإنجليزية)
- ميتشيكو هيراياما على موقع ديسكوغز (الإنجليزية)